# Ломаша
Ломаша (IAST: Lomāśa, санскр. लोमश, «волосатый», «косматый») — древний мудрец, известный по священным текстам индуизма. Его имя упоминается в нескольких пуранах, Ломаше также посвящена «Ломаша-самхита». В ней автор самхиты называет Ломашу «сыном» Вишну, что говорит о том, что мудрец был вайшнавом. «Ломаша-самхита» посвящена индийской астрологии (джьотиша). Согласно «Ломаша-самхите» мудрец получил знание астрологии от бога Брахмы и передал его другим мудрецам, в том числе Нараде, Бхригу и Васиштхе.
Ломаша является второстепенным персонажем в «Махабхарате». Он выступает посланцем бога Индры и наставником Пандавов, сопровождавшим их в длительных странствиях во время тринадцатилетнего изгнания. В третьей части «Махабхараты» (Араньякапарва) он является в небесный дворец Индры во время пребывания в нём Арджуны и затем по поручению Индры отправляется к оставшимся на земле четырём Пандавам, чтобы передать им послание Индры и Арджуны. Затем он вместе с другими брахманами сопровождает Пандавов в их паломничестве ко множеству тиртх. Во время странствий Ломаша даёт наставления царю Юдхиштхире относительно исполнения дхармы кшатриев и излагает древние предания, отчего заслужил славу хорошего рассказчика.